# 夏威夷國民銀行
夏威夷國民銀行股份有限公司（英語：Hawaii National Bank），簡稱夏威夷國民銀行股份、夏威夷國民銀行、夏威夷國家銀行股份有限公司、夏威夷國家銀行股份，以及夏威夷國家銀行，是在1960年9月19日成立，屬於美國夏威夷私營金融機構，現任董事長、行長及首席執行官華倫·盧克。
其中夏威夷客戶人數最多，包括理財、存款等各項。而分區包括茂宜島、歐胡島、希洛等地區。

## 外部連結
- 夏威夷國民銀行股份有限公司 （页面存档备份，存于）